# Rhynchotus maculicollis
Rhynchotus maculicollis — вид птахів родини тинамових (Tinamidae).

## Поширення
Птах поширений у Андах на півночі Аргентини та Болівії.

## Опис
Тіло строкате з чорними смугами та плямами.

## Спосіб життя
Населяє посушливі регіони на висоті 1000-3000 метрів над рівне моря. Живиться безхребетними, жабами, ящірками, мишами, ягодами, квітами. Яйця насиджує самець. Гніздо розміщується на землі.